# Pseudotephraea ancilla
Pseudotephraea ancilla är en skalbaggsart som beskrevs av Edgar von Harold 1879. Pseudotephraea ancilla ingår i släktet Pseudotephraea och familjen Cetoniidae. Utöver nominatformen finns också underarten P. a. canui.